# Remo Giazotto
Remo Giazotto, né le 4 septembre 1910 à Rome et mort le 26 août 1998 à Pise, est le musicologue qui a élaboré le catalogue systématique des œuvres de Tomaso Albinoni. Biographe de compositeurs tels que Puccini, Busoni, Vivaldi et Albinoni, il est le compositeur italien d'un célèbre pastiche de ce dernier, dit l’Adagio d'Albinoni.

## Biographie
Remo Giazotto commence sa carrière de musicologue à vingt-deux ans comme critique musical à la Rivista Musicale Italiana (RMI), alors qu'il est encore étudiant en philosophie à l'université de Gênes. Parti pour Milan étudier au conservatoire auprès de Torrefranca, Pizzetti et Paribeni (de), il travaille aussi pour l'éditeur de partitions Ricordi et la revue de celui-ci, Musique d'aujourd'hui. Marié à une Génoise, Margherita Rebora, il en a en février 1940 un fils, Albert, qui deviendra physicien et initiera les expériences sur les ondes gravitationnelles.
C'est alors, en septembre 1940, sous un régime fasciste encore inébranlé, qu'il publie un article célébrant Verdi comme l'essence de l'âme fasciste du peuple. En 1943, à la suite du renversement du gouvernement de Mussolini et de la création sous occupation d'une République sociale italienne, il rejoint la Résistance, que dirige le Comité de libération nationale, et se réfugie à Cogne, dans le Val d'Aoste.
En 1945, la Seconde Guerre mondiale terminée, il se voit confier la direction provisoire de la RMI jusqu'à ce qu'il soit nommé, en 1949, directeur des programmes musicaux de la RAI. Remo Giazotto a prétendu s'être trouvé en 1945 au milieu des ruines de la bibliothèque de Dresde, après son bombardement, et y avoir découvert un fragment de sonate en trio d'Albinoni. Le morceau de partition, qui n'a jamais été vu depuis, n'aurait contenu que la ligne de basse et quelques mesures d'une partie de violon et ce serait en se basant sur ces quelques notes qu'il produit en 1958 un Adagio en sol mineur pour cordes et orgue de R. Giazotto sur deux idées thématiques et une basse chiffrée inspirées de Tomaso Albinoni.
De 1957 à 1969, Remo Giazotto enseigne l'histoire de la musique à l'université de Florence. Élu en 1962 à l'Académie nationale Sainte-Cécile, il devient en 1966 directeur des programmes musicaux de l'Union européenne de radio-télévision, dont l'indicatif est le célèbre Te Deum de Charpentier découvert en 1953 par Carl de Nys, et en 1967 rédacteur en chef adjoint de la Nuova Rivista Musicale Italiana (it).
Quelques détails de sa biographie de Vivaldi ont été mis en doute.[réf. nécessaire]

## Œuvres

### Écrits
- Il melodramma a Genova nei secoli XVII e XVIII, Gênes, 1941.
- Tomaso Albinoni, "musico di violino dilettante veneto" (1671–1750), Milan, 1945.
- Busoni : la vita nell’opera, Milan, 1947.
- La musica a Genova nella vita pubblica e privata dal XIII al XVIII secolo, Gênes, 1952.
- Poesia melodrammatica e pensiero critico nel Settecento, Milano, 1952.
- « Il Patricio di Ercole Bottrigari dimostrato practicamente da un anonimo cinquecentesco », dans CHM, p. 97-112, 1953.
- Harmonici concenti in aere veneto, Rome, 1954.
- La musica italiana a Londra negli anni di Purcell, Rome, 1955.
- Annali mozartiani, Milan, 1956.
- Giovan Battista Viotti, Milan, 1956.
- Musurgia nova, Milan, 1959.
- Vita di Alessandro Stradella, Milan, 1962.
- Vivaldi, Milan, 1965.
- Quattro secoli di storia dell’Accademia nazionale di S. Cecilia, 2 tomes, Rome, 1970.
- Antonio Vivaldi, Turin, 1973.
- Invito all'ascolto di Vivaldi, Milan, 1984.
- Maria Malibran (1808-1836) : una vita nei nomi di Rossini e Bellini, Milan, 1986.
- Puccini in casa Puccini, Akademos, Lucques, 1992  (ISBN 88-7096-076-5).

### Compositions
Pour cordes et orgue
- Adagio en sol mineur, 1958.

Piano
- Au Tombeau de Ravel, 1957 ;
- Svago musicale, 1962.

Lieder
- Six chants napolitains sur des poèmes de Salvatore di Giacomo, 1955.